# Navajas
Navajas (em castelhano e oficialmente) ou Navaixes (em valenciano) é um município da Espanha na província de Castelló, Comunidade Valenciana. Tem 7,9 km² de área e em 2021 tinha 750 habitantes (densidade: 94,9 hab./km²).

## Demografia
| Variação demográfica do município entre 1991 e 2004 | Variação demográfica do município entre 1991 e 2004 | Variação demográfica do município entre 1991 e 2004 | Variação demográfica do município entre 1991 e 2004 |
| --------------------------------------------------- | --------------------------------------------------- | --------------------------------------------------- | --------------------------------------------------- |
| 1991                                                | 1996                                                | 2001                                                | 2004                                                |
| 456                                                 | 484                                                 | 564                                                 | 602                                                 |